# Денди (вулкан)
Денди — вулкан, расположенный недалеко от столицы Эфиопии, Аддис-Абебы. Ширина кальдеры вулкана достигает 8 км. Самая высокая точка вулкана — гора Боди с высотой 3260 м. В вулкане находится озеро, которое носит такое же название.